# Mid Express Tchad
Mid Express Tchad – czadyjska linia lotnicza z siedzibą w Ndżamenie. Główną bazą lotniczą jest Port lotniczy Ndżamena.

## Flota
Flota Mid Express Tchad obejmuje następujące samoloty (z dnia 4 lipca 2009): 
- 1 Boeing 707-300